# ルドルフ・スラーンスキー

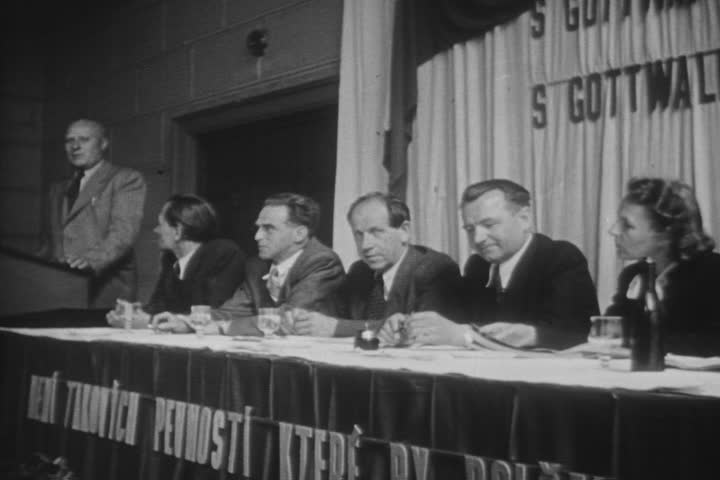
ゴットワルト（右から2人目）・ザーポトツキー（その左）と。
ザーポトツキーの左がスラーンスキー

ルドルフ・スラーンスキー（チェコ語: Rudolf Slánský, 1901年7月31日  - 1952年12月3日）は、チェコスロバキアの政治家。チェコスロバキア共産党の書記長。

## 来歴・人物
プルゼニ州ネズヴェスティツェ（Nezvěstice）のユダヤ商人の生まれる生まれる。第一次世界大戦後、プラハに移り兄の影響を受けて社会主義活動に目覚める。1921年2月、地元の社会主義サークル社会主義青年同盟創立に参加。5月にはチェコスロバキア共産党に入党。党指導者のクレメント・ゴットワルトの側近として頭角を現し、1929年の第5回党大会で党幹部会員となった。1935年の総選挙で当選し、下院議員となる。1938年のミュンヘン会談でチェコスロバキア第一共和国が崩壊した後、ゴットワルトの尽力でソ連に亡命。亡命中は、ラジオ放送「ロシアの声」でチェコスロバキア向けの宣伝工作に従事する一方、軍事組織を設立し、1944年のスロバキア民衆蜂起に参加した。
第二次世界大戦の終結後、1946年3月の第8回党大会で書記長に選出。ゴットワルトに次ぐ権力者として、1948年2月の政権奪取やその後の社会主義化を推進する傍ら、外交面では、ソ連との交渉役としてスターリンの信頼を得るなど活躍、1951年7月にはゴットワルトより社会主義勲章を授与された。だが、すでにこの頃、スターリンは反ユダヤ政策を開始しており、その影響はチェコスロヴァキアなど東欧諸国に広がりはじめ、彼の栄光に陰りが見え始めた。
そんな情勢下の1951年11月、スラーンスキーを含めた14人がチトー主義者として告発･逮捕された。1952年11月20日から開始された裁判で、アメリカ帝国主義に加担した「トロツキー主義者・チトー主義者・シオニスト」の罪で、死刑判決を受け、12月3日に処刑された。1968年、名誉が回復された。

## 関連項目

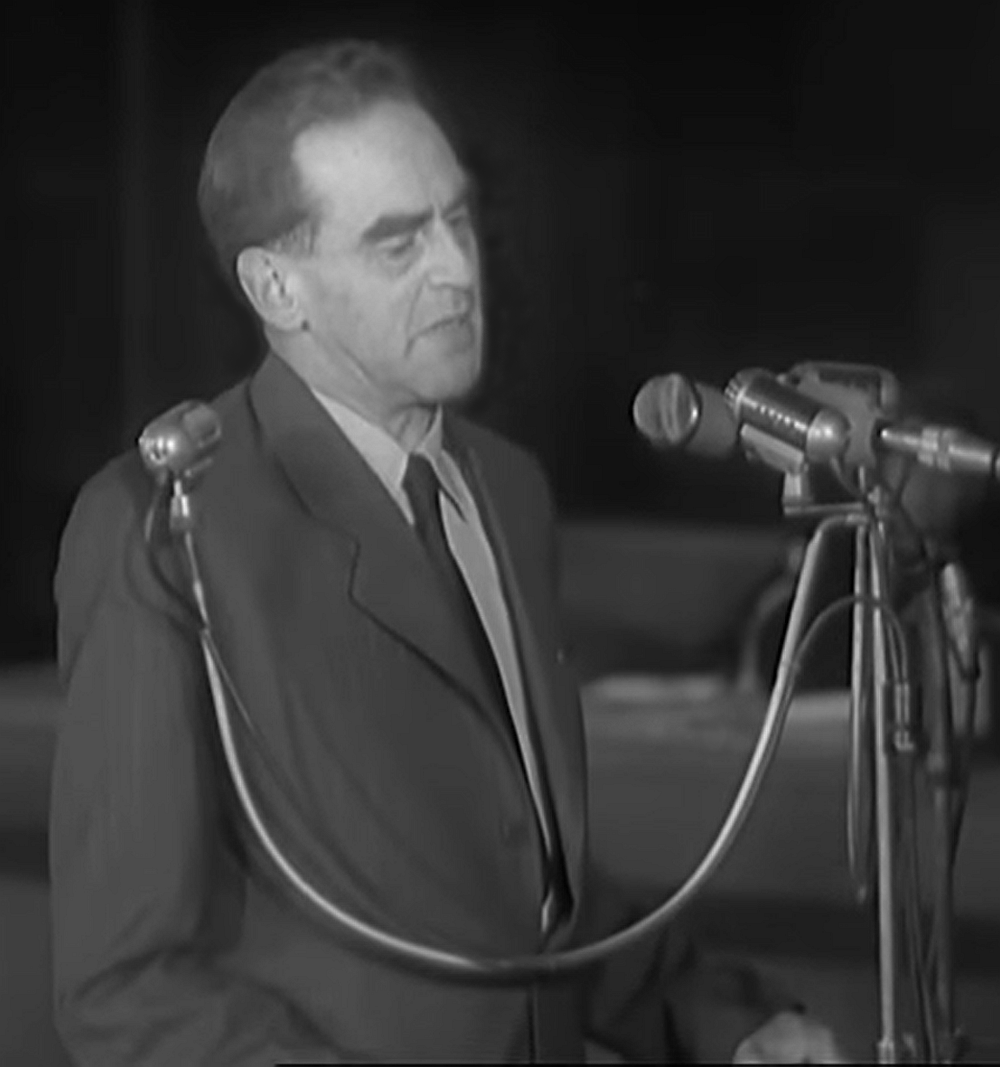
法廷のスランスキー（1952年）